# Page One. Un anno dentro il New York Times
Page One. Un anno dentro il New York Times (Page One: Inside the New York Times) è un film documentario statunitense del 2011 diretto da Andrew Rossi.

## Trama
Racconto di un anno passato nella redazione del New York Times.